# Michael Sommer (Segelflieger)
Michael Sommer (* 1972/1973) ist ein deutscher Segelflieger aus Kleinostheim und amtierender Segelflugeuropameister der Offenen Klasse. Er ist im FSC Möve Obernau 1951 e.V. aktiv.
Bereits mit 14 Jahren saß er zum ersten Mal in einem Segelflugzeug.

## Sportliche Erfolge
- 1993 5. Platz DM Junioren Clubklasse
- 1994 Unterfraenkischer Meister Clubklasse Giebelstadt
- 1995 Deutscher Meister Junioren Clubklasse
- 1996 Deutscher Vize-Meister Clubklasse
- 1997 Deutscher Meister Junioren Clubklasse
- 1997 Europameister Junioren Clubklasse
- 1998 5. Platz DM Clubklasse
- 1998 6. Platz DM Offene Klasse Mengen
- 2000 Deutscher Vize-Meister Offene Klasse
- 2001 Vize-Weltmeister Offene Klasse in Mafikeng Südafrika
- 2003 3. Platz DM Offene Klasse
- 2005 Gewinn der Deutschen Meisterschaft in der Offenen Klasse
- 2006 Weltmeister der Offenen Klasse in Eskilstuna, Schweden
- 2007 Gewinn der Deutschen Meisterschaft in der Offenen Klasse[2]
- 2008 Weltmeister der Offenen Klasse in Lüsse bei Berlin[3]
- 2009 3. Platz DM Offene Klasse in Mengen[4]
- 2010 Weltmeister der Offenen Klasse bei den 31. FAI-Segelflug-Weltmeisterschaften in Szeged/Ungarn und damit ist er der dritte Segelflieger, der diesen Hattrick (2006/2008/2010) geschafft hat.[5]
- 2011 Gewinn der Deutschen Meisterschaft Lüsse 2011[6]
- 2012 Vizeweltmeister Offene Klasse, WM Uvalde (USA)
- 2013 Europameister Offene Klasse, Vinon/FR
- 2013 Gewinn der Deutschen Meisterschaft in der Offenen Klasse
- 2014 Weltmeister der Offenen Klasse bei den 33rd FAI World Gliding Championships in Leszno (Polen)
- 2015 Gewinn der Deutschen Meisterschaft in der Offenen Klasse in Stendal-Borstel
- 2025 Gewinn der Deutschen Meisterschaft in der Offenen Klasse